# 亦巴合別乞
亦巴合別乞（?—?），元太祖成吉思汗铁木真的后妃。克烈氏，父亲札合敢不。
札合敢不是克烈部长王汗的弟弟，王汗失败后，亦巴合別乞随父亲投奔乃蛮。成吉思汗灭乃蛮，札合敢不把自己的两个女儿献给铁木真投降，长女就是亦巴合。次女是唆鲁禾帖尼。成吉思汗自己纳亦巴合別乞为妃，而将以唆鲁禾帖尼赐给儿子拖雷，唆鲁禾帖尼就是蒙哥、忽必烈、旭烈兀、阿里不哥的母亲。